# Crateromys schadenbergi
Crateromys schadenbergi är en däggdjursart som först beskrevs av Meyer 1895.  Crateromys schadenbergi ingår i släktet Crateromys och familjen råttdjur. IUCN kategoriserar arten globalt som starkt hotad. Inga underarter finns listade i Catalogue of Life.

## Utseende
Individerna når en absolut längd av 68 till 77 cm inklusive en 36 till 41 cm lång svans som är längre än huvudet och bålen tillsammans. Vikten ligger vid 1,4 till 1,5 kg. Den täta och ulliga pälsen samt den yviga svansen kan variera i färgen. Oftast är pälsen mörkbrun till svart på ovansidan, mörkgrå på kroppens sidor och ljusare grå på buken. Hos några individer är olika kroppsdelar täckt av vit päls. Ansiktet kännetecknas av små ögon och öron. Händer och fötter har fem fingrar respektive tår och nästan alla är utrustade med smala klor. Endast tummarna har en nagel.

## Utbredning och habitat
Denna gnagare lever endemisk på Luzon i norra Filippinerna. Arten vistas i bergstrakter mellan 2000 och 2500 meter över havet. Habitatet utgörs av skogar med barrträd och ek.

## Ekologi
Crateromys schadenbergi är aktiva mellan skymningen och gryningen. Den vilar på dagen i håligheter under trädrötter eller i ihåliga träd. Arten klättrar i växtligheten och går på marken när den letar efter föda som utgörs av unga växtskott, bark och frukter.
Före ungarnas födelse skapas ett näste av kvistar som placeras i träd. Boet fodras med mossa, ormbunkar och barr.